# Bandy Kiki
Bandy Kiki   (Jakiri, 20 de febrer de 1991) és una bloguera i activista pels drets LGBT camerunesa.
Obertament lesbiana, és coneguda per la seva lluita pels drets LGBT al Camerun i emprenedora que resideix al Regne Unit. És la creadora del Kinnaka's Blog, un lloc web de parla anglesa d'alt trànsit al Camerun per a notícies i entreteniment. És una figura controvertida a causa dels seus punts de vista polítics i l'activisme LGBT, i ha estat anomenada «The Most Hated Anglophone On Social Media in Cameroon» (L'anglòfona més odiada en les xarxes socials al Camerun).